# ميخائيل غيبونز (لاعب كرة قدم أسترالية)
ميخائيل غيبونز (بالإنجليزية: Michael Gibbons)‏ هو لاعب كرة قدم أسترالية أسترالي، ولد في 15 مايو 1995.

## وصلات خارجية
- ميخائيل غيبونز على موقع AustralianFootball.com (الإنجليزية)
- ميخائيل غيبونز على موقع AFLtables.com (الإنجليزية)